# Anthony Sweijs
Anthony Ahasuerus Hendrik Sweijs (* 18. Juli 1852 in Amsterdam; † 30. September 1937 in Rotterdam) war ein niederländischer Sportschütze.

## Erfolge
Anthony Sweijs nahm an den Olympischen Spielen 1900 in Paris mit der Freien Pistole teil. In der Einzelkonkurrenz belegte er mit 310 Punkten den 20. Rang, während er im Mannschaftswettbewerb mit Antonius Bouwens, Henrik Sillem, Solko van den Bergh und Dirk Boest Gips die Bronzemedaille gewann. Der olympische Wettkampf zählte gleichzeitig als Weltmeisterschaft.